# École secondaire University Hill
L'École secondaire University Hill (anglais : University Hill Secondary School) est une école secondaire (lycée) à la Colombie-Britannique au Canada. L'école se situe aux University Endowment Lands à l'extérieur de Vancouver, mais elle est dirigée par le Conseil scolaire de Vancouver, comme si elle se situerait à Vancouver